# ایوان منتسل
ایوان مِنتسِل (مجاری: Menczel Iván; ۱۴ دسامبر ۱۹۴۱ – ۲۶ نوامبر ۲۰۱۱) بازیکن فوتبال اهل مجارستان بود.
از باشگاه‌هایی که در آن بازی کرده‌است می‌توان به باشگاه ورزشی واشاش اشاره کرد.
وی به‌همراه تیم ملی فوتبال مجارستان در بازی‌های المپیک تابستانی ۱۹۶۸ به مقام قهرمانی دست پیدا کرده‌است.